# Đội tuyển bóng đá bãi biển quốc gia Azerbaijan
Đội tuyển bóng đá bãi biển quốc gia Azerbaijan đại diện Azerbaijan ở các giải thi đấu bóng đá bãi biển quốc tế và được điều hành bởi AFFA, cơ quan quản lý bóng đá ở Azerbaijan. Huấn luyện viên hiện tại là Bahram Hatamov.

## Thành tích giải đấu

### Giải vô địch bóng đá bãi biển thế giới
| Giải vô địch bóng đá bãi biển thế giớis | Giải vô địch bóng đá bãi biển thế giớis | Giải vô địch bóng đá bãi biển thế giớis | Giải vô địch bóng đá bãi biển thế giớis | Giải vô địch bóng đá bãi biển thế giớis | Giải vô địch bóng đá bãi biển thế giớis | Giải vô địch bóng đá bãi biển thế giớis | Giải vô địch bóng đá bãi biển thế giớis | Giải vô địch bóng đá bãi biển thế giớis | Giải vô địch bóng đá bãi biển thế giớis | Giải vô địch bóng đá bãi biển thế giớis |
| Năm                                     | Vòng                                    | St                                      | W                                       | WE                                      | WP                                      | B                                       | BT                                      | BB                                      | HS                                      | Đ                                       |
| --------------------------------------- | --------------------------------------- | --------------------------------------- | --------------------------------------- | --------------------------------------- | --------------------------------------- | --------------------------------------- | --------------------------------------- | --------------------------------------- | --------------------------------------- | --------------------------------------- |
| 1995                                    | Không tham dự                           | -                                       | -                                       | -                                       | -                                       | -                                       | -                                       | -                                       | -                                       | -                                       |
| 1996                                    | Không tham dự                           | -                                       | -                                       | -                                       | -                                       | -                                       | -                                       | -                                       | -                                       | -                                       |
| 1997                                    | Không tham dự                           | -                                       | -                                       | -                                       | -                                       | -                                       | -                                       | -                                       | -                                       | -                                       |
| 1998                                    | Không tham dự                           | -                                       | -                                       | -                                       | -                                       | -                                       | -                                       | -                                       | -                                       |                                         |
| 1999                                    | Không tham dự                           | -                                       | -                                       | -                                       | -                                       | -                                       | -                                       | -                                       | -                                       | -                                       |
| 2000                                    | Không tham dự                           | -                                       | -                                       | -                                       | -                                       | -                                       | -                                       | -                                       | -                                       | -                                       |
| 2001                                    | Không tham dự                           | -                                       | -                                       | -                                       | -                                       | -                                       | -                                       | -                                       | -                                       | -                                       |
| 2002                                    | Không tham dự                           | -                                       | -                                       | -                                       | -                                       | -                                       | -                                       | -                                       | -                                       | -                                       |
| 2003                                    | Không tham dự                           | -                                       | -                                       | -                                       | -                                       | -                                       | -                                       | -                                       | -                                       | -                                       |
| 2004                                    | Không tham dự                           | -                                       | -                                       | -                                       | -                                       | -                                       | -                                       | -                                       | -                                       | -                                       |
| Tổng cộng                               | 0/10                                    | 0                                       | 0                                       | 0                                       | 0                                       | 0                                       | 0                                       | 0                                       | 0                                       | 0                                       |

| Giải vô địch bóng đá bãi biển thế giới | Giải vô địch bóng đá bãi biển thế giới | Giải vô địch bóng đá bãi biển thế giới | Giải vô địch bóng đá bãi biển thế giới | Giải vô địch bóng đá bãi biển thế giới | Giải vô địch bóng đá bãi biển thế giới | Giải vô địch bóng đá bãi biển thế giới | Giải vô địch bóng đá bãi biển thế giới | Giải vô địch bóng đá bãi biển thế giới | Giải vô địch bóng đá bãi biển thế giới | Giải vô địch bóng đá bãi biển thế giới |
| Năm                                    | Vòng                                   | St                                     | W                                      | WE                                     | WP                                     | B                                      | BT                                     | BB                                     | HS                                     | Đ                                      |
| -------------------------------------- | -------------------------------------- | -------------------------------------- | -------------------------------------- | -------------------------------------- | -------------------------------------- | -------------------------------------- | -------------------------------------- | -------------------------------------- | -------------------------------------- | -------------------------------------- |
| 2005                                   | Không vượt qua vòng loại               | -                                      | -                                      | -                                      | -                                      | -                                      | -                                      | -                                      | -                                      | -                                      |
| 2006                                   | Không vượt qua vòng loại               | -                                      | -                                      | -                                      | -                                      | -                                      | -                                      | -                                      | -                                      | -                                      |
| 2007                                   | Không vượt qua vòng loại               | -                                      | -                                      | -                                      | -                                      | -                                      | -                                      | -                                      | -                                      | -                                      |
| 2008                                   | Không vượt qua vòng loại               | -                                      | -                                      | -                                      | -                                      | -                                      | -                                      | -                                      | -                                      | -                                      |
| 2009                                   | Không vượt qua vòng loại               | -                                      | -                                      | -                                      | -                                      | -                                      | -                                      | -                                      | -                                      | -                                      |
| 2011                                   | Không vượt qua vòng loại               | -                                      | -                                      | -                                      | -                                      | -                                      | -                                      | -                                      | -                                      | -                                      |
| 2013                                   | Không vượt qua vòng loại               | -                                      | -                                      | -                                      | -                                      | -                                      | -                                      | -                                      | -                                      | -                                      |
| 2015                                   | Không vượt qua vòng loại               | -                                      | -                                      | -                                      | -                                      | -                                      | -                                      | -                                      | -                                      | -                                      |
| 2017                                   | Không vượt qua vòng loại               | -                                      | -                                      | -                                      | -                                      | -                                      | -                                      | -                                      | -                                      | -                                      |
| Tổng cộng                              | 0/9                                    | 0                                      | 0                                      | 0                                      | 0                                      | 0                                      | 0                                      | 0                                      | 0                                      | 0                                      |

### Vòng loại giải vô địch bóng đá bãi biển thế giới khu vực châu Âu
| Vòng loại giải vô địch bóng đá bãi biển thế giới Record | Vòng loại giải vô địch bóng đá bãi biển thế giới Record | Vòng loại giải vô địch bóng đá bãi biển thế giới Record | Vòng loại giải vô địch bóng đá bãi biển thế giới Record | Vòng loại giải vô địch bóng đá bãi biển thế giới Record | Vòng loại giải vô địch bóng đá bãi biển thế giới Record | Vòng loại giải vô địch bóng đá bãi biển thế giới Record | Vòng loại giải vô địch bóng đá bãi biển thế giới Record | Vòng loại giải vô địch bóng đá bãi biển thế giới Record | Vòng loại giải vô địch bóng đá bãi biển thế giới Record | Vòng loại giải vô địch bóng đá bãi biển thế giới Record |
| Năm                                                     | Vòng                                                    | St                                                      | W                                                       | WE                                                      | WP                                                      | B                                                       | BT                                                      | BB                                                      | HS                                                      | Đ                                                       |
| ------------------------------------------------------- | ------------------------------------------------------- | ------------------------------------------------------- | ------------------------------------------------------- | ------------------------------------------------------- | ------------------------------------------------------- | ------------------------------------------------------- | ------------------------------------------------------- | ------------------------------------------------------- | ------------------------------------------------------- | ------------------------------------------------------- |
| 2008                                                    | Vòng 1                                                  | -                                                       | -                                                       | -                                                       | -                                                       | -                                                       | -                                                       | -                                                       | -                                                       | -                                                       |
| 2009                                                    | thứ 8 Place                                             | -                                                       | -                                                       | -                                                       | -                                                       | -                                                       | -                                                       | -                                                       | -                                                       | -                                                       |
| 2011                                                    | Vòng of 16                                              | -                                                       | -                                                       | -                                                       | -                                                       | -                                                       | -                                                       | -                                                       | -                                                       | -                                                       |
| 2013                                                    | Vòng of 16                                              | -                                                       | -                                                       | -                                                       | -                                                       | -                                                       | -                                                       | -                                                       | -                                                       | -                                                       |
| 2015                                                    | 13th Place                                              | -                                                       | -                                                       | -                                                       | -                                                       | -                                                       | -                                                       | -                                                       | -                                                       | -                                                       |
| 2017                                                    | thứ 8 Place                                             | -                                                       | -                                                       | -                                                       | -                                                       | -                                                       | -                                                       | -                                                       | -                                                       | -                                                       |
| Tổng cộng                                               | 6/6                                                     | -                                                       | -                                                       | -                                                       | -                                                       | -                                                       | -                                                       | -                                                       | -                                                       | -                                                       |

### Giải vô địch bóng đá bãi biển châu Âu
| Giải vô địch bóng đá bãi biển châu Âu Record | Giải vô địch bóng đá bãi biển châu Âu Record | Giải vô địch bóng đá bãi biển châu Âu Record | Giải vô địch bóng đá bãi biển châu Âu Record | Giải vô địch bóng đá bãi biển châu Âu Record | Giải vô địch bóng đá bãi biển châu Âu Record | Giải vô địch bóng đá bãi biển châu Âu Record | Giải vô địch bóng đá bãi biển châu Âu Record | Giải vô địch bóng đá bãi biển châu Âu Record | Giải vô địch bóng đá bãi biển châu Âu Record | Giải vô địch bóng đá bãi biển châu Âu Record |
| Năm                                          | Vòng                                         | St                                           | W                                            | WE                                           | WP                                           | B                                            | BT                                           | BB                                           | HS                                           | Đ                                            |
| -------------------------------------------- | -------------------------------------------- | -------------------------------------------- | -------------------------------------------- | -------------------------------------------- | -------------------------------------------- | -------------------------------------------- | -------------------------------------------- | -------------------------------------------- | -------------------------------------------- | -------------------------------------------- |
| 1998                                         | Không tham dự                                | -                                            | -                                            | -                                            | -                                            | -                                            | -                                            | -                                            | -                                            | -                                            |
| 1999                                         | Không tham dự                                | -                                            | -                                            | -                                            | -                                            | -                                            | -                                            | -                                            | -                                            | -                                            |
| 2001                                         | Không tham dự                                | -                                            | -                                            | -                                            | -                                            | -                                            | -                                            | -                                            | -                                            | -                                            |
| 2002                                         | Không tham dự                                | -                                            | -                                            | -                                            | -                                            | -                                            | -                                            | -                                            | -                                            | -                                            |
| 2003                                         | Không tham dự                                | -                                            | -                                            | -                                            | -                                            | -                                            | -                                            | -                                            | -                                            | -                                            |
| 2004                                         | Không tham dự                                | -                                            | -                                            | -                                            | -                                            | -                                            | -                                            | -                                            | -                                            | -                                            |
| 2005                                         | Không tham dự                                | -                                            | -                                            | -                                            | -                                            | -                                            | -                                            | -                                            | -                                            | -                                            |
| 2006                                         | Không tham dự                                | -                                            | -                                            | -                                            | -                                            | -                                            | -                                            | -                                            | -                                            | -                                            |
| 2007                                         | Không tham dự                                | -                                            | -                                            | -                                            | -                                            | -                                            | -                                            | -                                            | -                                            | -                                            |
| 2008                                         | Hạng ba                                      | -                                            | -                                            | -                                            | -                                            | -                                            | -                                            | -                                            | -                                            | -                                            |
| 2009                                         | Không tham dự                                | -                                            | -                                            | -                                            | -                                            | -                                            | -                                            | -                                            | -                                            | -                                            |
| 2010                                         | Không tham dự                                | -                                            | -                                            | -                                            | -                                            | -                                            | -                                            | -                                            | -                                            | -                                            |
| 2012                                         | Không tham dự                                | -                                            | -                                            | -                                            | -                                            | -                                            | -                                            | -                                            | -                                            | -                                            |
| 2014                                         | Hạng 6                                       | -                                            | -                                            | -                                            | -                                            | -                                            | -                                            | -                                            | -                                            | -                                            |
| 2016                                         | Không tham dự                                | -                                            | -                                            | -                                            | -                                            | -                                            | -                                            | -                                            | -                                            | -                                            |
| Tổng cộng                                    | 2/15                                         | -                                            | -                                            | -                                            | -                                            | -                                            | -                                            | -                                            | -                                            | -                                            |

- Giải vô địch bóng đá bãi biển châu Âu

### Pro Beach Soccer Tour
- Pro Beach Soccer Tour

### Cúp bóng đá bãi biển liên châu lục
| Cúp bóng đá bãi biển liên châu lục | Cúp bóng đá bãi biển liên châu lục | Cúp bóng đá bãi biển liên châu lục | Cúp bóng đá bãi biển liên châu lục | Cúp bóng đá bãi biển liên châu lục | Cúp bóng đá bãi biển liên châu lục | Cúp bóng đá bãi biển liên châu lục | Cúp bóng đá bãi biển liên châu lục | Cúp bóng đá bãi biển liên châu lục | Cúp bóng đá bãi biển liên châu lục | Cúp bóng đá bãi biển liên châu lục |
| Năm                                | Vòng                               | St                                 | W                                  | WE                                 | WP                                 | B                                  | BT                                 | BB                                 | HS                                 | Đ                                  |
| ---------------------------------- | ---------------------------------- | ---------------------------------- | ---------------------------------- | ---------------------------------- | ---------------------------------- | ---------------------------------- | ---------------------------------- | ---------------------------------- | ---------------------------------- | ---------------------------------- |
| 2011                               | Không tham dự                      | –                                  | –                                  | –                                  | –                                  | –                                  | –                                  | –                                  | –                                  | –                                  |
| 2012                               | Không tham dự                      | –                                  | –                                  | –                                  | –                                  | –                                  | –                                  | –                                  | –                                  | –                                  |
| 2013                               | Không tham dự                      | –                                  | –                                  | –                                  | –                                  | –                                  | –                                  | –                                  | –                                  | –                                  |
| 2014                               | Không tham dự                      | –                                  | –                                  | –                                  | –                                  | –                                  | –                                  | –                                  | –                                  | –                                  |
| 2015                               | Không tham dự                      | –                                  | –                                  | –                                  | –                                  | –                                  | –                                  | –                                  | –                                  | –                                  |
| 2016                               | Không tham dự                      | –                                  | –                                  | –                                  | –                                  | –                                  | –                                  | –                                  | –                                  | –                                  |
| Tổng cộng                          | 0/6                                | –                                  | –                                  | –                                  | –                                  | –                                  | –                                  | –                                  | –                                  | –                                  |

### BSWW Mundialito
| BSWW Mundialito Record | BSWW Mundialito Record | BSWW Mundialito Record | BSWW Mundialito Record | BSWW Mundialito Record | BSWW Mundialito Record | BSWW Mundialito Record | BSWW Mundialito Record | BSWW Mundialito Record | BSWW Mundialito Record | BSWW Mundialito Record |
| Năm                    | Vòng                   | St                     | W                      | WE                     | WP                     | B                      | BT                     | BB                     | HS                     | Đ                      |
| ---------------------- | ---------------------- | ---------------------- | ---------------------- | ---------------------- | ---------------------- | ---------------------- | ---------------------- | ---------------------- | ---------------------- | ---------------------- |
| 1994 to 2016           | Không tham dự          | –                      | –                      | –                      | –                      | –                      | –                      | –                      | –                      | –                      |
| Tổng cộng              | 0/20                   | –                      | –                      | –                      | –                      | –                      | –                      | –                      | –                      | –                      |

### Đại hội thể thao châu Âu
| Thành tích Đại hội thể thao châu Âu | Thành tích Đại hội thể thao châu Âu | Thành tích Đại hội thể thao châu Âu | Thành tích Đại hội thể thao châu Âu | Thành tích Đại hội thể thao châu Âu | Thành tích Đại hội thể thao châu Âu | Thành tích Đại hội thể thao châu Âu | Thành tích Đại hội thể thao châu Âu | Thành tích Đại hội thể thao châu Âu | Thành tích Đại hội thể thao châu Âu | Thành tích Đại hội thể thao châu Âu |
| Năm                                 | Vòng                                | St                                  | W                                   | WE                                  | WP                                  | B                                   | BT                                  | BB                                  | HS                                  | Đ                                   |
| ----------------------------------- | ----------------------------------- | ----------------------------------- | ----------------------------------- | ----------------------------------- | ----------------------------------- | ----------------------------------- | ----------------------------------- | ----------------------------------- | ----------------------------------- | ----------------------------------- |
| 2015                                | thứ 8 Place                         | 5                                   | 0                                   | 0                                   | 0                                   | 5                                   | 12                                  | 22                                  | -10                                 | 0                                   |
| Tổng cộng                           | 1/1                                 | 5                                   | 0                                   | 0                                   | 0                                   | 5                                   | 12                                  | 22                                  | -10                                 | 0                                   |

## Đội hình hiện tại
Chính xác tính đến tháng 7 năm 2012:
Ghi chú: Quốc kỳ chỉ đội tuyển quốc gia được xác định rõ trong điều lệ tư cách FIFA. Các cầu thủ có thể giữ hơn một quốc tịch ngoài FIFA.
| Số | VT | Quốc gia   | Cầu thủ                    |
| -- | -- | ---------- | -------------------------- |
| 1  | TM | Azerbaijan | Emin Kurdov                |
| 2  | HV | Azerbaijan | Elvin Guliyev              |
| 4  | HV | Azerbaijan | Ramin Guliyev              |
| 7  | TV | Azerbaijan | Abbas Zeynal               |
| 8  | TV | Azerbaijan | Mehraliev Nahid            |
| 9  | TV | Azerbaijan | Abdul Aliyev               |
| 10 | TĐ | Azerbaijan | Elhad Guliyev (đội trưởng) |

| Số | VT | Quốc gia   | Cầu thủ            |
| -- | -- | ---------- | ------------------ |
| 11 | TĐ | Azerbaijan | Mamadov Orkhan     |
| 14 | HV | Azerbaijan | Borisov Vitaliy    |
| 17 | TĐ | Azerbaijan | Elhagi Akhmadov    |
| 18 | HV | Azerbaijan | Jomard Bakshaliyev |
| 20 | TĐ | Azerbaijan | Asif Zeynal        |
| 12 | TM | Azerbaijan | Shirinbaev Vagif   |

Huấn luyện viên: Bahram Hatamov

## Thành tích
- Mùa giải 2008
  - Giải vô địch bóng đá bãi biển châu Âu, Baku, Azerbaijan: Hạng ba